# 慈悲寺淑女祠
24°00′47″N 120°32′14″E / 24.013176°N 120.537129°E
慈悲寺淑女祠，簡稱淑女祠，又稱十六仙姑廟，是位於臺灣彰化縣大村鄉茄苳村的觀音寺兼姑娘廟，祭祀於1976年車禍罹難的十六名女學生。

## 車禍
1976年4月21日下午4點17分，陳義興駕駛的彰化客運省三─3192號大客車，由員林鎮開往彰化市，載滿八十三人，經大村鄉村上村過溝一巷平交道，未停車讓車掌小姐廖素珍下車察看，即逕行駛過。司機也無視於大村國中指派在平交道口的學生指揮。於是公車於闖越平交道時遭由R47號機關車牽引的南下33次觀光號撞擊，客運車身轉了一百八十度，被撞到鐵軌旁的葡萄園中，當場造成二十四人死亡，多人送往到員林鎮郭綜合醫院、宏仁醫院及張外科後不治。死者也包括司機與車掌，次日清晨罹難人數累積到四十人。
當時臺鐵設施簡陋並沒柵欄。檢察官調查該客運公司員工工時長達十五個小時，每天早上7點出門，晚上10點下班。台灣省交通處長陳樹曦宣示，交通處今後將硬性規定，所有客運車、遊覽車通過平交道前，隨車員應先行下車查看，如有怠忽應即行解僱。時任行政院長的蔣經國，指示動用新台幣十五億元專款，改善全台灣鐵路平交道的安全設施。台灣省道路交通安全督導會決定，各級學校的校外生活指導委員會應指派專人負責平交道的安全措施，並且學生專車應指定一名高年級學生為車長提請駕駛人注意，更要上車後介紹駕駛人姓名，由同學鼓掌歡迎，來增進駕駛人責任感。

## 沿革

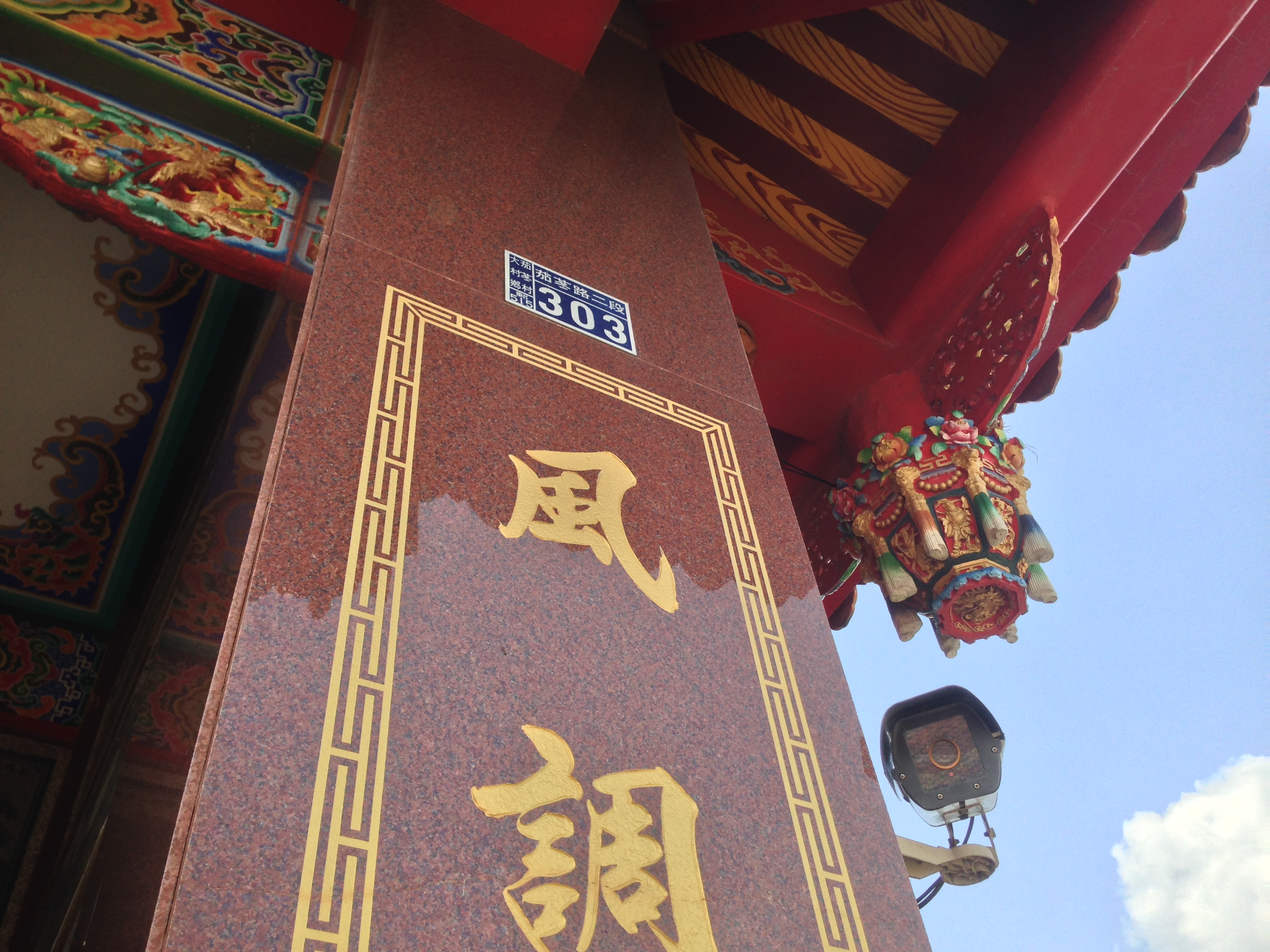
淑女祠門牌為茄苳村茄苳路二段303號。

此事故四十一名罹難者中有大村國中的十六名女生、四名男生，由彰化縣政府在該些學生墓旁建祠。祠堂面對石笱埤圳，又稱「十六仙姑廟」。成立之日，大村國中校長李廣榮親率全體師生前來祭拜，並頒贈「永懷英才」匾額一面，省交通處長陳樹曦頒贈「以祀以念」匾額一面。擔任淑女祠管委會總幹事的吳清泉，其胞妹也是罹難學生之一。志工吳戊己幾乎天天到此憑弔獨生女，並整理環境。
在彰化縣府和鄉公所合力協助下，規畫原本只有鐵皮屋頂的淑女祠重建為一座大廟，又將女學生骨骸安厝在廟後，並製作兩座神位（八人一座）安放在觀音菩薩兩旁。2003年1月4日，此祠改建，由縣長翁金珠及當時的縣長吳榮興共同主持剪綵。次年5月2日，舉辦完工追思音樂會。

## 追思
每年清明節起，多有前往膜拜者，一直到4月21日為最高潮。
2006年4月15日，事件近30周年之日，安排有誦經法會，當年罹難者的家屬都全程參與。次日舉行追思團拜並安排交通安全美術、書法比賽、消防安全演練。當地居民知道此祠旁安葬著當年的罹難者，平日多不太敢靠近，該日卻有家長帶著孩子前往上香，也趁機瞭解交通安全的重要。
當日遺族更決定推動淑女祠改建為交通安全教育館。一名七旬婦女張寶蘭表示，她仍難以忘懷么女，說有一次她被搶了一條項鍊，當晚女兒就又入夢來靠著她的頭來安慰她。
為了營造熱鬧氣氛，廟方會在淑女祠舉辦活動，如2014年舉行的的觀音盃全國歌唱比賽，短短數日就報了一六一人而滿額。　
- 祠內
- 1976年落成時的匾額。
- 廟宇照片
- 牌位

## 外部連結
- 慈悲寺淑女祠的Facebook專頁